# Sezimovo Ústí
Sezimovo Ústí (niem. Alt-Tabor) − miasto w Czechach, w kraju południowoczeskim. Według danych z 31 grudnia 2016 powierzchnia miasta wynosiła 846 ha, a liczba jego mieszkańców 7 251 osób.
W mieście znajduje się istotny dla czeskiej (a właściwie czechosłowackiej) świadomości narodowej zabytek - willa prezydenta Edvarda Beneša, który tu zmarł trzy miesiące po swojej dymisji i został pochowany w parku tej willi.
W 1939 w miejscowości powstał jeden z zakładów Baty.
W mieście rozwinął się przemysł spożywczy, maszynowy oraz metalowy. 

## Demografia
| Rok             | 1970  | 1980  | 1991  | 2001  | 2003  |
| --------------- | ----- | ----- | ----- | ----- | ----- |
| Liczba ludności | 8 022 | 8 885 | 7 520 | 7 495 | 7 420 |

## Współpraca
Miejscowość partnerska:
- Thierachern, Szwajcaria

Źródło: Czeski Urząd Statystyczny